# Arman Shields
Arman Shields (Washington, 10 luglio 1985) è un ex giocatore di football americano statunitense.

## Nella NFL
Scelto al draft dagli Oakland Raiders nel 2008, durante la pre-season è vittima di un infortunio al ginocchio che lo costrinse a rimanere fuori per tutta la stagione. Il 30 agosto viene messo sulla lista infortunati.
Il 29 febbraio 2009 viene svincolato per non aver superato un test fisico.